# Conus ostrinus
Espèce
Conus ostrinus est une espèce de mollusques gastéropodes marins de la famille des Conidae.
Comme toutes les espèces du genre Conus, ces escargots sont prédateurs et venimeux. Ils sont capables de « piquer » les humains et doivent donc être manipulés avec précaution, voire pas du tout.

## Description
La taille de la coquille varie entre 8 mm et 33 mm.

## Distribution
Cette espèce est présente dans la mer des Caraïbes au large du Panama.

## Taxonomie

### Publication originale
L'espèce Conus ostrinus a été décrite pour la première fois en 2011 par les malacologistes John Keith Tucker et Manuel Jimenez Tenorio (d) dans « Miscellanea Malacologica »,.

### Synonymes
- Conus (Dauciconus) ostrinus (J. K. Tucker & Tenorio, 2011) · appellation alternative
- Gradiconus ostrinus J. K. Tucker & Tenorio, 2011 · non accepté (combinaison originale)